# Achot d'Artanoudji
Achot d'Artanoudji (mort en 939) est un prince géorgien d'Artanoudji-Calarzène du Xe siècle. Il fait partie de la famille des Bagrations.
Achot Bagration est le second fils du prince Bagrat Ier d'Artanoudji et de son épouse inconnue. Dans son De administrando imperio, Constantin VII Porphyrogénète écrit qu'à la mort de Bagrat, en 909, ses fils Adarnassé, Achot et Gourgen se partagent ses domaines. Toutefois, le prince Vakhoucht Bagration, au XVIIIe siècle, écrit que David, l'oncle d'Achot succède à Bagrat. Les sources de l'époque étant très rares et superficielles, sa vie est peu connue. Il est mort en 939.
Il a épousé une fille de Constantin III, roi d'Abkhazie, et en a un seul enfant, une fille, qui épouse :
- son cousin Gourgen II d'Artani,
- un certain Adranutzium.

## Sources
- Cyrille Toumanoff, Les dynasties de la Caucasie chrétienne de l'Antiquité jusqu'au XIXe siècle : Tables généalogiques et chronologiques, Rome, 1990, p. 132.